# Міністерство окупованих східних територій

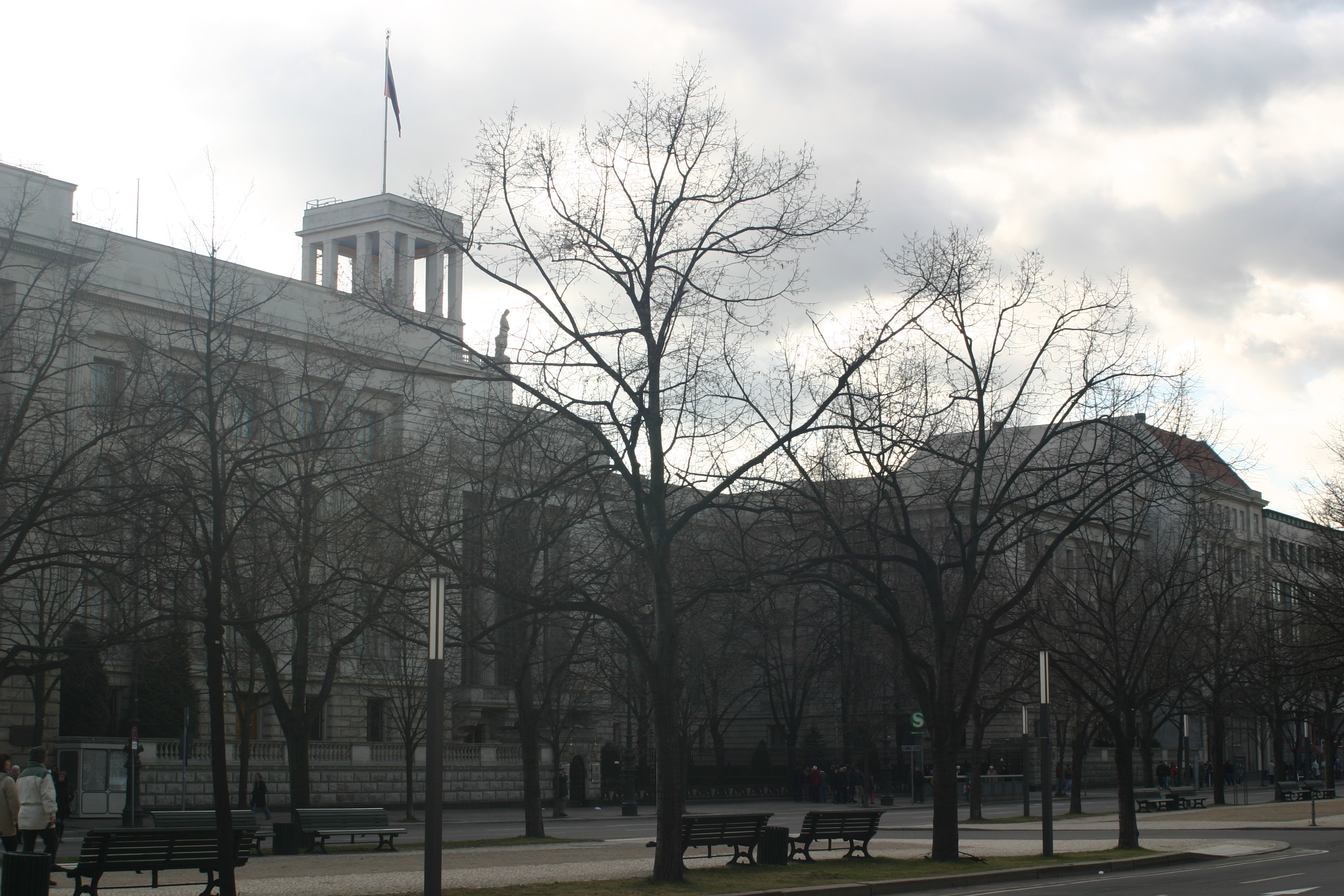
Унтер-ден-Лінден, 63: там, де після 1945 було споруджено нову будівлю радянського посольства, з червня 1942 містився головний корпус Східного міністерства. У лютому 1944 будинок було повністю зруйновано внаслідок авіанальоту союзників.

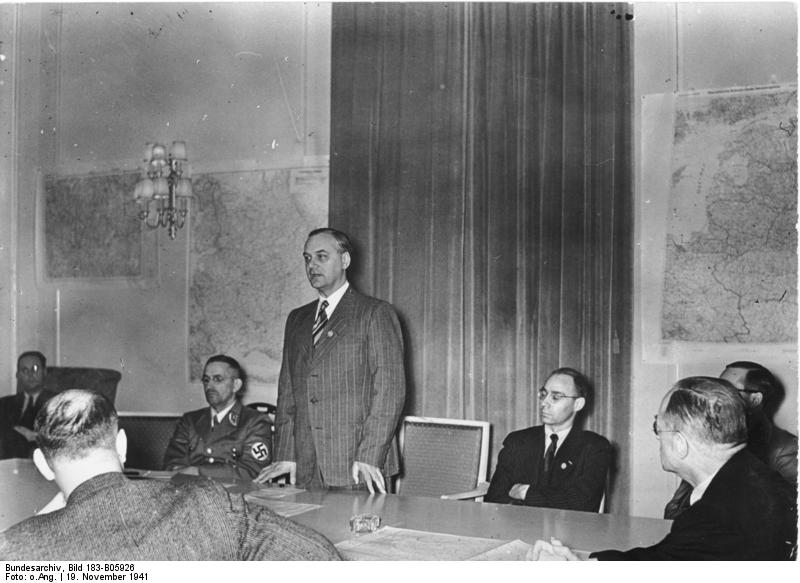
Під час прес-конференції 19 листопада 1941 з нагоди офіційного вступу на посаду райхсміністра східних територій Розенберг виступає, стоячи за столом. Зліва біля нього сидить його заступник Альфред Маєр, праворуч головний редактор «Фьолькішер беобахтер» і голова Імперської спілки німецької преси Вільгельм Вайс.

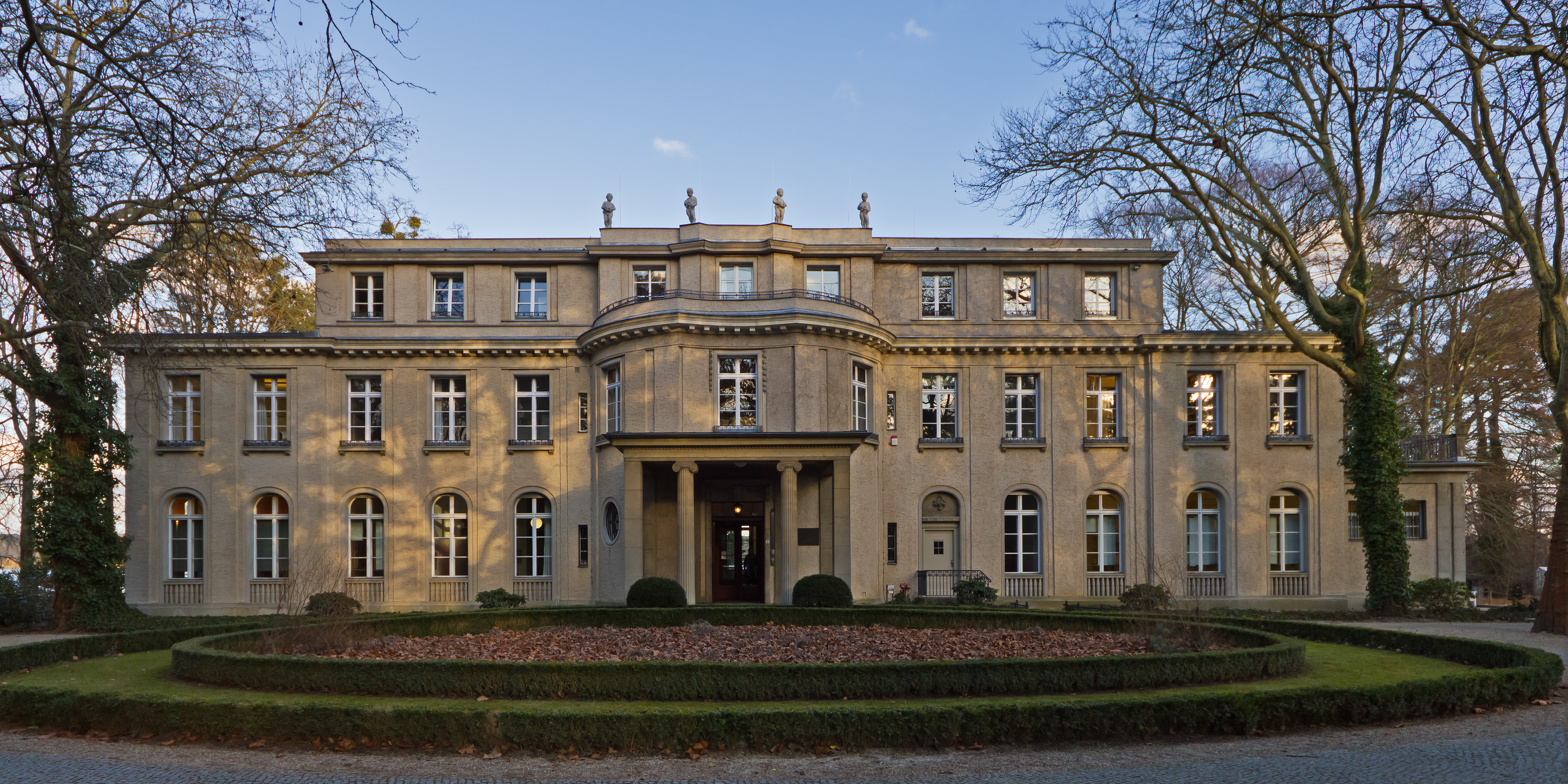
У цій віллі 20 січня 1942 відбулася Ванзейська конференція. Східне міністерство було єдиним нацистським органом, який взяв у ній участь через двох своїх представників: Альфреда Маєра і Георга Ляйббрандта.

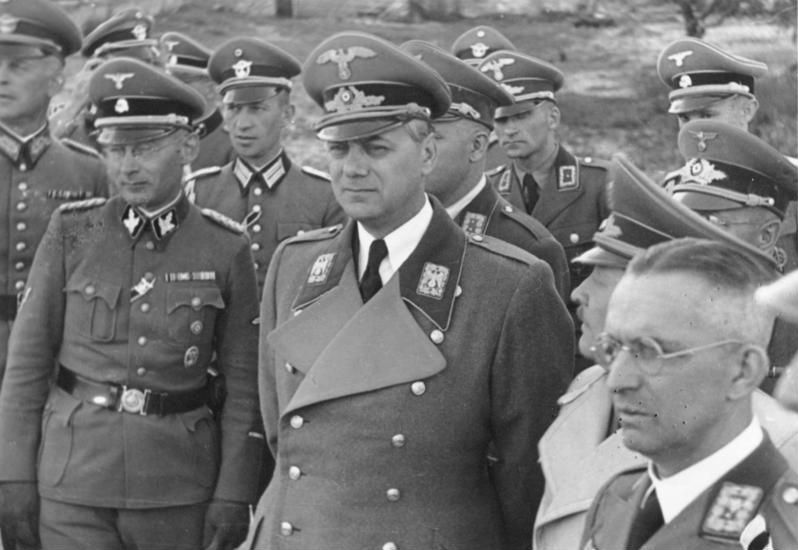
Міністр Сходу Розенберг (у центрі) під час візиту в окупований Київ у червні 1942. Крайній праворуч — його заступник Альфред Маєр, між ними, наполовину прихований — райхскомісар України Еріх Кох.

Райхсміністерство у справах окупованих східних територій, Східне міністерство (нім. Reichsministerium für die besetzten Ostgebiete або  нім. Ostministerium) — вищий орган цивільної влади нацистської Німеччини на чолі з райхсляйтером Альфредом Розенбергом для управління окупованими територіями СРСР, створений на підставі наказу Гітлера «Про цивільне управління на окупованих східних територіях» від 17 липня 1941.
Міністерство встановлювало в рамках Генплану «Ост» державний порядок у райхскомісаріатах Остланд і Україна на основі расової ідеології. Його головним завданням була політична германізація окупованих східних земель з одночасним винищенням всіх без винятку східноєвропейських євреїв. Починаючи з участі в Акції Т4, протягом війни воно стало центральною нацистською установою з організації геноциду євреїв, поряд із Головним управлінням імперської безпеки, Імперським міністерством юстиції та зовнішньополітичним відомством.

## Історія
Факт призначення райхсміністром окупованих східних земель Розенберга було оприлюднено тільки в листопаді 1941. Його постійним заступником був А. Маєр, представником при ставці фюрера — В. Кьоппен. Створенню Східного міністерства передувало призначення Розенберга уповноваженим «з питань Сходу» (квітень 1941). Коло повноважень міністерства і його відносини з іншими установами Третього Райху, а також концептуальні засади його політики визначалися наказами і розпорядженнями Гітлера, Розенберга, Герінга, Кайтеля та ін., що було також відображено в інших документах щодо окупаційного режиму на території України 1941—1944 («Зелена папка», «Коричнева папка» тощо).
З відвоюванням Червоною Армією території СРСР було ліквідовано райхскомісаріати, евакуйовано їхній апарат і мобілізовано значну частину їхніх співробітників. Існування міністерства фактично припинилося ще восени 1944, але остаточно — у травні 1945, коли розпорядженням райхспрезидента Карла Дьоніца 6 травня 1945 було скасовано посаду райхсміністра окупованих східних територій, а незабаром вже нечинне міністерство було офіційно розпущено разом з низкою інших імперських міністерств.

## Структура управління
Міністерство мало такі територіальні підрозділи:
- райхскомісаріат Остланд (райхскомісар — Гінріх Лозе), складовими частинами якого були:

1. генеральна округа Білорутенія
2. генеральна округа Естонія
3. генеральна округа Латвія
4. генеральна округа Литва

- райхскомісаріат Україна (райхскомісар — Еріх Кох), складовими частинами якого були:

1. генеральна округа Волинь-Поділля
2. генеральна округа Дніпропетровськ
3. генеральна округа Житомир
4. генеральна округа Київ
5. генеральна округа Миколаїв
6. генеральна округа Таврія

Два райхскомісаріати складалися з генеральних округ (якими керували генеральні комісаріати), генеральні округи поділялися на округи (гебітскомісаріати), а ті, своєю чергою, на райони. Інші три заплановані у складі міністерства райхскомісаріати (Московія, Кавказ і Туркестан) створені не були, за винятком окремих служб, перш за все, поліційного апарату. Право призначати райхскомісарів залишалося за Гітлером.
Міністерський апарат складався з центральних служб у Берліні та низки структур на окупованих обширах. Основні структурні підрозділи міністерства розташовувалися в різних районах Берліна (загалом, за різними даними, від 35 до 55 адрес для різноманітних відділів), включаючи будівлю колишнього радянського посольства (В 8, Унтер-ден-Лінден, 63) та колишню резиденцію литовської дипломатичної місії (В 35, Курфюрстенштрасе, 134). Кількість співробітників центрального апарату міністерства у Берліні, за даними А. Цельгубера, становила близько 1600 осіб і складалася з працівників інших служб Розенберга, наприклад, зовнішньополітичного відомства НСДАП, а також інших міністерств і служб Третього Райху — райхсканцелярії, міністерства економіки, міністерства закордонних справ тощо. На місцях до складу службовців міністерства входили співробітники місцевого походження. Тривалий час міністерство оцінювалося як досить слабка, невпливова та недієва політична структура всупереч великому штату його співробітників і розгалуженій структурі. Станом на 1943 в його складі були 3 основні відділи з численними підвідділами і службами, кількість яких періодично змінювалася. Центральним був Головний відділ «Політика» (очолював Г. Ляйббрандт (1941—43), пізніше — Г. Бергер). Він складався спочатку з 8-ох, потім — з 10-ох відділів, серед яких був відділ «Загальна політика» (основний керівник — О. Бройтігам (1941—44)), відділи, які відповідали за райхскомісаріати, відділи культурної політики, народностей і міграційної політики (переселення), преси і просвіти, молоді, жінок тощо. На початку 1943 з нього виокремився самостійний відділ пропаганди. Другий відділ міністерства (адміністративний): головний відділ «Управління» (керівник — Л. Рунте) складався з 6-ох відділів і 40-ка робочих груп та займався питаннями внутрішнього управління, фінансів, правової сфери, охорони здоров'я, соціальної політики тощо. Третій відділ, під назвою «Економіка» («Господарство»), складався з груп і відділів з економічного управління, ціноутворення, матеріального забезпечення, продовольства, промисловості і транспорту. Частина служб міністерства не входила до складу цих трьох відділів і підпорядковувалася Розенбергу або його заступникові, наприклад, «Служба уповноваженого з особливих питань» та «Центральний відділ» (для управління міністерством).
При міністерстві існувала низка інших установ, приміром, Центр із вивчення Сходу, Центральна служба обліку та охорони культурних цінностей окупованих східних територій, т. зв. команда Штумпа (займалася збором відомостей про німецькі поселення на Півдні України і Росії) тощо.
У компетенції міністерства, крім завдання германізації зайнятих східних областей у руслі націонал-соціалістичної расової концепції, перебувало політичне планування, організація адміністративного управління, правництво, трудова політика, культура, церковне життя, міграційна політика тощо. Серед організацій, що тісно співробітничали з міністерством, був також Оперативний штаб райхсляйтера Розенберга, який займався конфіскацією та вивезенням культурних цінностей.
У дійсності повноваження міністерства і його діяльність у багатьох сферах були обмежені або лише формальні, зокрема, у питаннях військової економіки, пропаганди, безпеки та поліційного управління, оскільки міністерство функціонувало в умовах конкуренції з іншими службами Третього Райху: Головним управлінням імперської безпеки Німеччини та його підрозділами, зокрема таємною державною поліцією (гестапо) і службою безпеки, з уповноваженим зі здійснення 4-річного плану (забезпечення військової економіки) Герінгом, Господарським штабом «Ост», військовими структурами, службами міністерства зовнішніх справ тощо. Значно впливав на діяльність міністерства в Україні особистий конфлікт Розенберга і Коха через розбіжності у поглядах на концепцію управління зайнятими територіями.